# Андріа Баланчивадзе
Андріа (Андрій) Мелітонович Баланчива́дзе (1 червня 1906, Санкт-Петербург — 28 квітня 1992, Тбілісі) — грузинський радянський композитор і музичний педагог; почесний голова Грузинського музично-хореографічного товариства з 1957 року. Депутат Верховної Ради Грузинської РСР 1—5 скликань, депутат Верховної Ради СРСР 8-го скликання.

## Життєпис
Народився 19 травня [1 червня] 1906 року в місті Санкт-Петербурзі (нині Росія). Син композитора Мелітона Баланчивадзе. Грузин. 1927 року закінчив Тифліську консерваторію, де навчався по класах композиції у Михайла Іпполітова-Іванова, Миколи Черепніна, Сергія Бархударяна та фортепіано у Іллі Айсберга; в 1931 році — Ленінградську консерваторію, де навчався по класах композиції у Олександра Житомирського та фортепіано у Марії Юдіної.
У 1931—1934 роках — композитор і музичний керівник Театру робітничої молоді, водночас у 1931—1933 роках — композитор і музичний керівник Грузинського драматичного театру. З 1935 року викладав у Тбіліській консерваторії (з 1942 року — професор, з 1962 року — завідувач кафедри композиції). Серед учнів: Марія Давіташвілі, Олександр Квернадзе, Реваз Лагідзе, Шота Мілорава, Арчил Чімакадзе, Олександр Шаверзашвілі, Отар Тевдорадзе, Нодар Мамісашвілі. Водночас у 1941—1948 роках очолював Державний симфонічний оркестр Грузинської РСР.
У 1957—1991 роках — член правління Спілки композиторів СРСР, водночас з 1953 року голова, у 1956—1961 роках та у 1968—1973 роках — перший секретар правління Спілки композиторів Грузинської РСР.
Помер в Тбілісі 28 квітня 1992 року. Похований в Тбілісі на Дідубійському пантеоні.

## Творчість
Автор:
- першого грузинського балету «Серце гір»[a], балетів «Рубінові зірки» (1950), «Сторінки життя» (1961)[b], «Мцирі» (1964)[c];
- опер «Арсен» (не закінчена), комічної опери «Щастя» (нова редакція — «Мзія», 1950)[d];
- музики до вистав у Театрі імені Шота Руставелі, у тому числі «Король Лір» Вільяма Шекспіра, «Герой Крцанісі» Сандро Шаншіашвілі, «Три товстуни» Юрія Олеші та інших[9] (всього понад 40[7]);
- симфонічних картин, у тому числі «Крцаніська битва» (1943), «Море» (1952), «Дніпро» (1955)[4];
- 2-х симфоній, 4-х фортепіанних концертів[4], камерних та інструментальних творів, а також музики для кінофільмів (близько 20[7]).

## Відзнаки
- Нагороджений орденами: «Знак Пошани» (24 лютого 1941), чотирма Трудового Червоного Прапора (14 квітня 1944; 24 лютого 1946; 2 квітня 1966; 2 липня 1971), Леніна (17 квітня 1958), Дружби народів (6 серпня 1976)[7];
- Нагороджений медалями: «За доблесну працю у Великій Вітчизняній війні 1941—1945 рр.», «За трудову доблесть» (1953), «В ознаменування 100-річчя з дня народження Володимира Ілліча Леніна» (1970), «Ветеран праці»[10];
- Почесний громадянин Тбілісі (1981)[11];
- Герой Соціалістичної Праці (Указ Президії Верховної Ради СРСР від 31 травня 1986 року; за великі заслуги в розвитку радянського музичного мистецтва та у зв'язку з 80-річчям із дня народження; орден Леніна № 433947, медаль «Серп і Молот» № 20690)[7];

почесні звання
- Заслужений діяч мистецтв Грузинської РСР (1941)[7];
- Народний артист Грузинської РСР (1957)[12];
- Заслужений діяч мистецтв Абхазької АРСР (1963)[7];
- Народний артист Абхазької АРСР (1967)[7];
- Народний артист СРСР (1968)[5];

премії
- Сталінська премія II ступеня (1946; за 2-гу симфонію)[9];
- Сталінська премія I ступеня (1947; за 2-й фортепіанний концерт)[9];
- Державна премія Грузинської РСР імені Шота Руставелі (1969).

## Виноски
1. ↑  1-ша редакція під назвою «Мзечабуки» — 1936, Тбіліський театр опери та балету; 2-га редакція — 1938, Ленінградський театр опери та балету[4].
2. ↑  Використана музика балету «Рубінові зірки»; Большой театр.
3. ↑  За однойменною поемою Михайла Лермонтова; Грузинський театр опери та балету.
4. ↑  Поставлена у Тбіліському театрі опери та балету[9].